# Francesco Pigliaru
Francesco Pigliaru (pronuncia Pìgliaru; Sassari, 13 maggio 1954) è un politico ed economista italiano, prorettore dell'Università di Cagliari dal 2009 al 2014, Presidente della Regione Autonoma della Sardegna dal 12 marzo 2014 al 20 marzo 2019, a seguito delle elezioni regionali del 16 febbraio 2014.

## Biografia
Nato a Sassari, è figlio del giurista Antonio Pigliaru.
Ha studiato al Liceo classico Domenico Alberto Azuni di Sassari, militando in Lotta Continua, e si è laureato nel 1978 in Scienze Politiche all'Università degli Studi di Sassari. Nel 1979 ha ottenuto una specializzazione presso la Scuola Enrico Mattei di Milano, mentre nel 1981 ha conseguito un master "Philosophy in Economics" presso l'Università di Cambridge.
Dal 1993 al 1998 ha diretto il CRENoS (Centro ricerche economiche Nord-Sud). È professore ordinario di Economia Politica all'Università degli Studi di Cagliari, di cui è stato, da novembre 2009 a marzo 2014, pro-rettore. È autore di circa trenta pubblicazioni scientifiche.
È stato nel consiglio di amministrazione del Banco di Sardegna sotto la presidenza di Sebastiano Brusco.

### Attività politica
Nel 2003 si avvicina a Renato Soru, partecipando alla formazione della lista Progetto Sardegna in vista delle elezioni regionali in Sardegna del 2004 e contribuendo alla scrittura del programma della coalizione di centrosinistra "Sardegna Insieme"; dopo la vittoria di Soru è stato nominato assessore regionale alla programmazione e al bilancio, incarico da cui si è dimesso nell'ottobre 2006 per alcune divergenze di carattere politico con lo stesso presidente.
Il 6 gennaio 2014 è stato scelto dal Partito Democratico come candidato presidente alle elezioni regionali in Sardegna del 2014 (anche se non iscritto al PD), in sostituzione della vincitrice delle primarie del settembre 2013 Francesca Barracciu, ritiratasi in seguito all'indagine che l'ha vista coinvolta sull'utilizzo dei fondi ai gruppi consiliari.

#### Presidente della Regione Sardegna
Il 17 febbraio 2014 viene eletto presidente della regione Sardegna con 312.982 voti e una percentuale del 42,45%, avendo la meglio sul candidato del centro-destra, il presidente uscente Ugo Cappellacci. Resta in carica fino al 2019, anno in cui il centro-sinistra decide di non ricandidarlo per un secondo mandato, preferendogli il sindaco di Cagliari Massimo Zedda, il quale viene sconfitto dal candidato del centro-destra Christian Solinas.

## Opere
- (EN) John Adams, Francesco Pigliaru, Economic Growth and Change. National and Regional Patterns of Convergence and Divergence, Cheltenham-Northampton, Edward Elgar Publishing, 1999, ISBN 1858986834.
- (EN) Adriana Di Liberto, Roberto Mura, Francesco Pigliaru, How to Measure the Unobservable. A Panel Technique for the Analysis of TFP Convergence, Cagliari, CUEC, 2004, ISBN 88-8467-182-5.
- (EN) Alessandro Lanza, Anil Markandya, Francesco Pigliaru, The Economics of Tourism and Sustainable Development, Cheltenham-Northampton, Edward Elgar Publishing, 2005, ISBN 1845424018.
- (EN) Fabio Cerina, Francesco Pigliaru, Agglomeration and Growth in the NEG. A Critical Assessment, Cagliari, CUEC, 2005, ISBN 88-8467-291-0.
- Emanuela Marrocu, Raffaele Paci, Francesco Pigliaru, Gli effetti del capitale pubblico sulla produttività delle regioni italiane, Cagliari, CUEC, 2006, ISBN 88-8467-311-9.